# Prionopetalum cornutum
Prionopetalum cornutum är en mångfotingart som beskrevs av Kraus 1958. Prionopetalum cornutum ingår i släktet Prionopetalum och familjen Odontopygidae. Inga underarter finns listade i Catalogue of Life.